# バイアブランカ

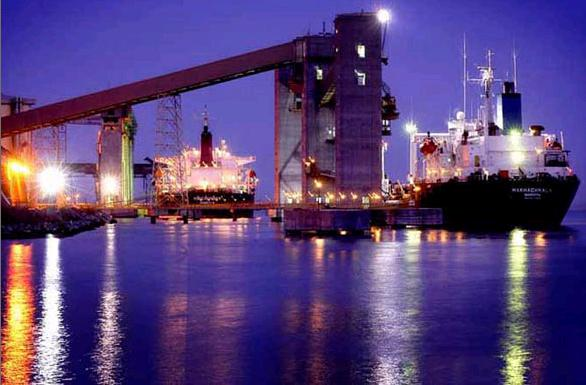
バイアブランカの海港

バイアブランカ（バイア・ブランカ、Bahía Blanca、"白い湾"の意）は、アルゼンチン・ブエノスアイレス州の都市。人口は約32万人（2023年）。ブエノスアイレスの南635kmの大西洋沿岸に位置している。水深12mの重要な海港である。
バヒア・ブランカとは「白い湾」という意味である。この名前は、海岸を囲む地元の土壌を覆っている塩の色によるものだ。この湾（河口）は、フェルディナンド・マゼランが1520年、スペインのシャルル1世の命により、南アメリカ大陸沿岸の大西洋と太平洋を結ぶ運河を探して世界一周をした際に見たものである。

## 姉妹都市
- アシュドッド、イスラエル
- ジャクソンビル、アメリカ合衆国
- 大連市、中華人民共和国
- フェルモ、イタリア

## 出身著名人
- バイオレット・ジェソップ - 客室乗務員、看護師
- マヌ・ジノビリ - 元バスケットボール選手
- ペペ・サンチェス - 元バスケットボール選手
- ヘルマン・ペッセージャ - サッカー選手
- ラウタロ・マルティネス  - サッカー選手

## フィクションでの登場
- FRONT MISSION SERIES GUN HAZARD - ステージの1つとして登場。敵の基地があり、潜入ミッションを遂行することとなる。
- 母をたずねて三千里 - 主人公マルコがブエノスアイレスに到着してから当地に立ち寄るエピソードがある。このエピソードは原作には登場しない。